# Karine Polwart
Karine Polwart (Banknock, 23 dicembre 1970) è una cantautrice scozzese.

## Biografia
Dopo aver cominciato a guadagnare popolarità come membro dei Malinky, Karine Polwart ha pubblicato il suo primo disco da solista, intitolato Faultlines, nel 2003. Ai BBC Radio 2 Folk Awards la cantante ha accumulato sei vittorie. Da allora ha realizzato altri sette album in studio, entrando nella Official Albums Chart in quattro occasioni, dal 2008 al 2019: con This Earthly Spell alla 94ª posizione, con Traces alla 57ª, con Laws of Motion alla 64ª e con Karine Polwart's Scottish Songbook alla 34ª.

## Discografia

### Album in studio
- 2004 – Faultlines
- 2006 – Scribbled in Chalk
- 2007 – Fairest Floo'er
- 2008 – This Earthly Spell
- 2017 – A Pocket of Wind Resistance (con Piopa Murphy)
- 2018 – Laws of Motion (con Steven Polwart e Inge Thomson)
- 2019 – Karine Polwart's Scottish Songbook

### Raccolte
- 2013 – Threshold

### EP
- 2005 – The Pulling Through
- 2009 – The-Build-Your-Own-Cathedral
- 2010 – Evergreen (con i Lau)

### Singoli
- 2006 – Daisy
- 2006 – I'm Gonna Do It All